# Кубок ліги Дмарт з волейболу серед жінок 2022
Кубок Ліги Дмарт 2022 — перший розіграш турніру серед жіночих команд української суперліги. У змагання взяли участь п'ять колективів. Переможцем стала «Аланта» з Дніпра.

## Чвертьфінал
| Дата       | Час   |            | Рахунок |                       | Сет 1 | Сет 2 | Сет 3 | Сет 4 | Сет 5 | Всього | Звіт  |
| ---------- | ----- | ---------- | ------- | --------------------- | ----- | ----- | ----- | ----- | ----- | ------ | ----- |
| 26.12.2022 | 16:00 | СК «Балта» | 3–1     | «Збірна України U-17» | 25–15 | 25–23 | 24–26 | 25–15 |       | 99–79  | [ 1 ] |

| Дата       | Час |               | Рахунок |                  | Сет 1 | Сет 2 | Сет 3 | Сет 4 | Сет 5 | Всього | Звіт        |
| ---------- | --- | ------------- | ------- | ---------------- | ----- | ----- | ----- | ----- | ----- | ------ | ----------- |
| 26.12.2022 |     | СК «Прометей» | + –     | «Галичанка-ЗУНУ» |       |       |       |       |       |        | [ 2 ] [ 3 ] |

## Півфінал
| Дата       | Час   |            | Рахунок |                                | Сет 1 | Сет 2 | Сет 3 | Сет 4 | Сет 5 | Всього | Звіт  |
| ---------- | ----- | ---------- | ------- | ------------------------------ | ----- | ----- | ----- | ----- | ----- | ------ | ----- |
| 27.12.2022 | 16:00 | СК «Балта» | 1–3     | «Добродій-Медуніверситет-ШВСМ» | 21–25 | 13–25 | 25–18 | 15–25 |       | 74–93  | [ 4 ] |

| 1                | Україна | Світлана Фартушняк    | 2  |
| 2                | Україна | Дар'я Перетятько      | 16 |
| 5                | Україна | Анна Лиса             | 5  |
| 7                | Україна | Катерина Волченко     | 9  |
| 9                | Україна | Анастасія Березовська | 1  |
| 10               | Україна | Олена Елькіна         | 4  |
| 12               | Україна | Марія Касьяненко      |    |
| 15               | Україна | Ірина Ногіна          | 10 |
| 16               | Україна | Алла Охрімчук         | 4  |
| 17               | Україна | Анастасія Святенко    | 3  |
| 19               | Україна | Софія Калашник (л)    |    |
| Головний тренер: |         |                       |    |
| Сергій Кольцов   |         |                       |    |

| 1                | Україна | Світлана Сопочева (л) |    |
| 2                | Україна | Анастасія Кучер       | 9  |
| 4                | Україна | Анастасія Малишева    | 5  |
| 5                | Україна | Яна Завала            | 7  |
| 7                | Україна | Марина Дегтярьова     | 13 |
| 9                | Україна | Лілія Вабіщевич       |    |
| 10               | Україна | Валерія Якушева ()    | 26 |
| 11               | Україна | Дарія Ковальчук       | 9  |
| 12               | Україна | Діана Крива           |    |
| 13               | Україна | Владимира Пилипенко   |    |
| 17               | Україна | Тетяна Ротар (л)      |    |
| Резерв:          |         |                       |    |
| 3                | Україна | Олександра Каланчук   |    |
| 15               | Україна | Славяна Танцерова     |    |
| 16               | Україна | Анастасія Лозинська   |    |
| Головний тренер: |         |                       |    |
| Юлія Якушева     |         |                       |    |

| Дата       | Час   |               | Рахунок |          | Сет 1 | Сет 2 | Сет 3 | Сет 4 | Сет 5 | Всього | Звіт              |
| ---------- | ----- | ------------- | ------- | -------- | ----- | ----- | ----- | ----- | ----- | ------ | ----------------- |
| 27.12.2022 | 19:00 | СК «Прометей» | 2–3     | «Аланта» | 25–20 | 16–25 | 25–20 | 18–25 | 14–16 | 98–106 | [ 5 ] [ 6 ] [ 7 ] |

| 2                | Україна | Крістіна Старостенко   | 4  |
| 15               | Україна | Олена Рудик            | 6  |
| 23               | Україна | Марина Мірчева         |    |
| 24               | Україна | Дарія Капланська       | 5  |
| 25               | Україна | Анастасія Горбаченко   | 1  |
| 26               | Україна | Уляна Котар ()         | 13 |
| 27               | Україна | Катерина Черкашина     |    |
| 28               | Україна | Марія Капланська       | 15 |
| 29               | Україна | Яна Прокопова (л)      |    |
| 33               | Україна | Поліна Дзюба           | 21 |
| 55               | Україна | Марта Федик            | 10 |
| 66               | Україна | Дануте Стравінскайте   | 1  |
| 77               | Україна | Катерина Васильєва (л) |    |
| Головний тренер: |         |                        |    |
| Андрій Романович |         |                        |    |

| 2                | Україна | Лідія Лучко ()             | 12 |
| 3                | Україна | Станіслава Парфьонова      | 3  |
| 4                | Україна | Аліка Луценко (л)          |    |
| 5                | Україна | Катерина Сільченкова       | 24 |
| 7                | Україна | Марія Лозінська            | 11 |
| 9                | Україна | Варвара Букацелі           |    |
| 10               | Україна | Марія Проценко             | 15 |
| 11               | Україна | Юлія Камінська             | 7  |
| 12               | Україна | Катерина Дзендзеловська    | 4  |
| Резерв:          |         |                            |    |
| 6                | Україна | Валерія Дорогань           |    |
| 8                | Україна | Олександра Колесникова (л) |    |
| 13               | Україна | Стефанія Кулікова          |    |
| 15               | Україна | Катерина Гужва             |    |
| 16               | Україна | Вікторія Горб              |    |
| Головний тренер: |         |                            |    |
| Гарій Єгіазаров  |         |                            |    |

## Фінал
| Дата       | Час   |                                | Рахунок |          | Сет 1 | Сет 2 | Сет 3 | Сет 4 | Сет 5 | Всього | Звіт  |
| ---------- | ----- | ------------------------------ | ------- | -------- | ----- | ----- | ----- | ----- | ----- | ------ | ----- |
| 28.12.2022 | 18:00 | «Добродій-Медуніверситет-ШВСМ» | 0–3     | «Аланта» | 21–25 | 21–25 | 27–29 |       |       | 69–79  | [ 8 ] |

| 2                | Україна | Анастасія Кучер       | 6  |
| 3                | Україна | Олександра Каланчук   |    |
| 4                | Україна | Анастасія Малишева    | 5  |
| 5                | Україна | Яна Завала            | 2  |
| 7                | Україна | Марина Дегтярьова     | 8  |
| 9                | Україна | Лілія Вабіщевич       |    |
| 10               | Україна | Валерія Якушева ()    | 33 |
| 11               | Україна | Дарія Ковальчук       | 4  |
| 12               | Україна | Діана Крива           | 1  |
| 13               | Україна | Владимира Пилипенко   |    |
| 17               | Україна | Тетяна Ротар (л)      |    |
| Резерв:          |         |                       |    |
| 1                | Україна | Світлана Сопочева (л) |    |
| 15               | Україна | Славяна Танцерова     |    |
| 16               | Україна | Анастасія Лозинська   |    |
| Головний тренер: |         |                       |    |
| Юлія Якушева     |         |                       |    |

| 2                | Україна | Лідія Лучко ()             | 6  |
| 3                | Україна | Станіслава Парфьонова      | 3  |
| 4                | Україна | Аліка Луценко (л)          |    |
| 5                | Україна | Катерина Сільченкова       | 17 |
| 7                | Україна | Марія Лозінська            | 6  |
| 9                | Україна | Варвара Букацелі           |    |
| 10               | Україна | Марія Проценко             | 6  |
| 11               | Україна | Юлія Камінська             | 11 |
| 12               | Україна | Катерина Дзендзеловська    |    |
| Резерв:          |         |                            |    |
| 6                | Україна | Валерія Дорогань           |    |
| 8                | Україна | Олександра Колесникова (л) |    |
| 13               | Україна | Стефанія Кулікова          |    |
| 15               | Україна | Катерина Гужва             |    |
| Головний тренер: |         |                            |    |
| Гарій Єгіазаров  |         |                            |    |